# Borealonectes
Borealonectes (del griego "nadador del norte") es un género extinto de pliosaurio romaleosáurido, un tipo de plesiosaurio. Sus fósiles encontrados datan de la edad del Calloviense (Jurásico medio, hace unos 165-161 millones de años), en la formación Hiccles Cove de la isla Melville, Canadá , una de las islas del archipiélago ártico canadiense. 
Se basa en un cráneo, vértebras del cuello, y el miembro superior derecho de un individuo. Nombrado en 2008 por Sato y Wu, Borealonectes es uno de los poco plesiosaurios conocidos del Jurásico de América del Norte, y el primer reptil marino del Ártico canadiense, con un cráneo bien conservado. La especie tipo es B. russelli.